# Brindisi (provins)
Brindisi är en provins i den italienska regionen Apulien och dess huvudort är Brindisi. Provinsen etablerades 1927 med kommuner från distriktet Brindisi i provinsen Lecce och kommunerna Cellino San Marco, Cisternino, Fasano, San Pietro Vernotico och Torchiarolo. Efter några månader återgick Guagnano, Salice Salentino och Veglie till Lecce.

## Administrativ indelning
Provinsen Brindisi är indelad i 20 comuni (kommuner). Alla kommuner finns i lista över kommuner i provinsen Brindisi.

## Geografi
Provinsen Brindisi gränsar:
- i nordöst mot Adriatiska havet
- i sydöst mot provinsen Lecce
- i syd mot provinsen Taranto
- i väst mot provinsen Bari